# مجلس شورى الدولة في العراق
مجلس شورى الدولة في العراق، يعتبر جهة قضائية مرتبطة إدارياً بوزارة العدل، وهي تمثل القضاء الإداري في العراق، لمراجعة القرارات الحكومية، وكذلك تجديد القانون في حال ورود نصوص غير معرفة قانونياً، وكذلك تستخدم للاستفسار عن نص غير واضح.
كما يراجعها الموظفين المتظلمين الذي مستهم عقوبة إدارية. كما ان لهم الحق بمراجعة قرارات المحاكم وهي جهة مستقلة استقلالا نسبياً منذ بداية تاسيسها، وكان اعضائه لا يتجاوزون الخمسة عشر عضوا مع الرئيس ومن أشهر اعضائه القاضي ضياء شيت خطاب والقاضي عبد المحسن تركي السالم وكان ومايزال المرجع الأعلى للقرارات الحكومية والتي لا تستغني عنه اية حكومة كما تم تاسيسه بالقانون رقم 65 لسنة 1979 النافذ المعدل ويمثل قمة هرم القضاء الإداري في العراق وله فلسفته الخاصة في تنظيم وتقييم اتجاهات الإدارة في السلطة التنفيذية ويتكون من عدد من المستشارين والمستشارين المساعدين موزعين على لجان وبعض القرارات تعرض على الهيئة الموسعة وله دور مهم جدا في اعداد مشاريع القوانين والانظمة والتعليمات لكون (أغلب)منتسبيه من اصحاب الاختصاص القانوني.

## مجلس الدولة
صدر تشريع تغير بموجبه تسمية «مجلس شورى الدولة» إلى («مجلس الدولة») بالتشريع المرقم 71 لسنة 2017، ونشر في جريدة الوقائع العراقية بالعدد (4456) في 7 شهر 8 2017م، وكانت الاسباب الموجبة لهذا التشريع، هو لغرض استقلال القضاء الإداري، عن السلطة التنفيذية، وجعل «مجلس الدولة» هيأة مستقلة تتمتع بالشخصية المعنوية، والذي يضم القضاء الإداري، ومحاكم قضاء الموظفين، والمحكمة الادارية العليا، هو من يفصل في القضايا المعروضة عليه بصورة حيادية ومستقلة اسوة بمجالس الدولة في الدول المتمدنة. وبغية فك ارتباط مجلس شورى الدولة، عن وزارة العدل، وابدال تسميته إلى مجلس الدولة، انسجاما مع الدستور.